# Ганькевич Анатолій Борисович
Анато́лій Бори́сович Ганьке́вич (нар. 2 (15) січня 1912, Миколаїв, Україна — пом. 11 вересня 1986, Миколаїв, Україна) — український державний діяч, організатор суднобудівного виробництва України, директор Суднобудівного заводу імені 61 комунара (1950−1959 рр.), а потім Чорноморського суднобудівного заводу (1959−1979 рр.). Герой Соціалістичної Праці, лауреат Державної премії СРСР.

## Життєпис
Анатолій Борисович народився в місті Миколаїв 2 січня 1912 року. Його батько, Борис Васильович Ганькевич — спадковий дворянин, мати Клара Генріхівна — міщанка лютеранського віросповідання. Анатолій рано залишився без батьків: в 1922 році померла мати, а в 1929 — і батько. Хлопчикові довелося залишити школу і в 1930 році стати учнем розмітника корпусного цеху на суднобудівному заводі імені 61 комунара. Згодом, без відриву від виробництва, він вступає на фабрично-заводські технічні курси — згодом вони були реорганізовані в Миколаївський суднобудівний технікум.
У 1933 році Ганькевич отримав диплом техніка-суднокорпусника і почав працювати за фахом, помічником будівельника суден. У тому ж році він вступив на вечірнє відділення до Миколаївського кораблебудівного інституту, який і закінчив в 1938 році. У тому ж році одружився з робітницею заводу Оленою Сердюк, яка народила від нього сина Бориса. 
У зв'язку з початком німецько-радянської війни, у серпні 1941 року разом з колективом заводу евакуювався спочатку в Сталінград, звідки був направлений на завод № 262 в поселення Красноармійськ Сталінградської області, потім — в Горьківську область на завод № 342 (нині — суднобудівний завод «Ока») на станцію Новашино, де з 1941 по 1943 роки працював заступником начальника механічного цеху заводу, а з 1943 по 1945 – начальником цього цеху.

Пам'ятна дошка на вул. Радянській в Миколаєві

За самовіддану працю в тилу 31 жовтня 1946 року отримує першу урядову нагороду — медаль «За доблесну працю в великій Вітчизняній війні 1941—1945 рр.».
У 1945 році Анатолій Борисович повернувся до Миколаєва і приступив до роботи начальником механічного цеху заводу імені 61 комунара. 
12 січня 1948 року Ганькевича призначено начальником добудовного цеху. На той момент цех, на долю якого припадали левова частка робіт з добудовування суден і робіт з їх модернізації, знаходився в скрутному становищі. План не виконувався, а графіки виробництва постійно зривалися. За короткий час Ганькевич, вимагаючи особистої відповідальності з кожного, зумів вивести цех в передовики виробництва. Результатом стало його нагородження орденом Трудового Червоного Прапора в жовтні 1950 року.
Коли минулого директора заводу, Івана Прібильського переводили на работу в Москву, той рекомендував на свою посаду Ганькевича, який з 1950 і почав керувати заводом. Посаду директора Суднобудівним заводом імені 61 комунара Ганькевич займав до 1959 року. За ці роки на заводі побудовано багато суден: ескадрений міноносець «Кмітливий», сторожові кораблі типу «Горностай» проекту 50 (всього 32 одиниці), ескадрений міноносець «Бідовий» проекту 56 (10 одиниць), китобійні судна типу «Мирний» (27 одиниць), ескадрені міноносці «Пламєнний» і «Прозорлівий» проекту 56, рятувальні судна «СС-26».
З квітня 1959 по вересень 1979 року керував Чорноморським суднобудівним заводом. Час вступу на посаду директора збігся з будівництвом китобази «Радянська Україна» — промислового судна, здатного за добу переробляти 75 китів. Незабаром, раніше наміченого терміну, побудовано іншу таку ж китобазу — «Радянська Росія». Колектив заводу пишався будівництвом науково-дослідних суден — «Академік Кніпович», «Воєйков», «Ю. М. Шокальський», «Академік Сергій Корольов» — судно космічної служби.
За час керування заводом А. Б. Ганькевича військово-морському флоту СРСР були здані авіаносні крейсери «Київ», «Мінськ», спущений на воду «Новоросійськ» і закладений авіаносець «Баку». При ньому ж на нульовому стапелі ЧСЗ почався монтаж двох унікальних фінських козлових кранів вантажопідйомністю до 900 тонн кожен.
Член КПРС, делегат XXV з'їзду КПРС.
Анатолій Ганькевич помер 11 вересня 1986 року в Миколаєві. Похований в почесному секторі міського цвинтаря.

## Нагороди

### Ордени СРСР
- Орден «Знак Пошани» (25 січня 1948);
- Орден Леніна (12 грудня 1960);
- Орден Леніна (25 липня 1966);
- Орден Жовтневої Революції (25 березня 1974);
- Орден Трудового Червоного Прапора (10 жовтня 1950);
- Орден Трудового Червоного Прапора (8 жовтня 1970).

### Медалі СРСР
- Золота медаль «Серп і Молот» (25 липня 1966);
- Медаль «За доблесну працю у Великій Вітчизняній війні 1941—1945 рр.» (31 жовтня 1946);
- Медаль «За доблесну працю. На ознаменування 100-річчя з дня народження В. І. Леніна» (6 квітня 1970);
- Медаль «Двадцять років Перемоги у Великій Вітчизняній війні» (22 лютого 1966);
- Медаль «Ветеран праці» (1974);
- Медаль «Тридцять років Перемоги у Великій Вітчизняній війні – учаснику трудового фронту» (20 серпня 1975);
- Медаль «Сорок років Перемоги у Великій Вітчизняній війні – учаснику трудового фронту» (1985).

### Медалі ВДНГ СРСР
- Срібна медаль (4 грудня 1974);
- Золота медаль (22 жовтня 1976);
- Золота медаль (23 серпня 1978);
- Золота медаль (26 червня 1980);
- Бронзова медаль (8 грудня 1980).

### Почесні звання, пам'ятні знаки, грамоти
- Звання «Герой Соціалістичної Праці» (25 липня 1966);
- Лауреат Державної премії СРСР (23 листопада 1972);
- Почесна грамотна Президії Верховної Ради УРСР (13 січня 1972);
- Звання «Почесний громадянин міста Миколаїв» (4 вересня 1979)[2].

## Пам'ять
- На честь А. Б. Ганькевича була названа площа в Миколаєві біля Чорноморського суднобудівного заводу.
- Один з супертраулерів, побудованих на ЧСЗ в 1990 році, назвали «Анатолій Ганькевич».
- Будинок, в якому проживав Анатолій Борисович, по вул. Адміральській, зараз прикрашений меморіальною дошкою на його честь.